# Cabarroguis
Cabarroguis è una municipalità di terza classe delle Filippine, capoluogo della Provincia di Quirino, nella regione della Valle di Cagayan.
Cabarroguis è formata da 17 baranggay:
- Banuar
- Burgos
- Calaocan
- Del Pilar
- Dibibi
- Dingasan
- Eden
- Gomez
- Gundaway (Pob.)
- Mangandingay (Pob.)
- San Marcos
- Santo Domingo
- Tucod
- Villa Peña (Capellangan)
- Villamor
- Villarose
- Zamora